# Евелін Бевор
Евелін Бевор (фр. Evelyne Bevort) — виконавчий директор CLEMI (фр. Centre de liaison de l'enseignement et des médias d'information), відомий французький медіапедагог й дослідник, організатор і учасниця багатьох міжнародних конференцій і програм — як на рівні Європейського Союзу, так і на рівні ЮНЕСКО.
Досліджує розвиток медіаосвіти в світі. Вважає, що для того, щоб інформаційне суспільство стало плюральним, інклюзивним і задіяним у суспільстві, зараз, як ніколи, необхідно запропонувати всім громадянам, особливо молоді, володіти навичками розуміння інформації, мати необхідну дистанцію для критичного аналізу щодо використання і виробляння інформації і всіх видів повідомлень. Дослідниця окреслює деякі сучасні тенденції в області медіаосвіти в світі, їх концепції та діях.
Її аналіз стану медіаосвіти у Франції засвідчує жорстку консолідацію з гарними перспективами. Упродовж принаймні одного століття Франція відіграє важливу роль у освіті засобів масової інформації, використовуючи інноваційну і навіть гаступальну духовну модель. Дослідження свідчить, що французька модель медіа не була дійсно інтегрована в школу. Проте сьогодні можна спостерігати офіційну інтеграцію медіаосвіти в освітню систему. НА думку жослідниці, зараз потрібно переосмислити і глибоко задуматися про роль і місце медіаосвіти в освітньому процесі. До 2006 року освіта в засобах масової інформації у французькій освітній системі не вважалась офіційною в навчальному плані, але розглядалась як інтегрована тема в різних предметах як теоретична рефлексія.
У центрі уваги її праць останніх років — соціальні мережі, починаючи з дослідницького проекту, розробленого в Португалії, Франції та Італії, який мав на меті зрозуміти онлайн-культуру молодих людей (9-16 років), їх вчителів та батьків, а також їхнє розуміння щодо використання, практики, сприйняття ризиків і можливостей, а також навчання від, про та через онлайн соціальних мереж. Дослідниця прагне диверсифікувати підходи до теми соціальних мереж в Інтернеті, а також врахувати географічне розташування авторів.
Брала участь у багатьох медіаосвітніх конференціях.

## Вибрані праці
- Э.Бевор Bazalgette, C., Bevort, E. & Savino, J. (1992). L'Education aux medias dans le monde: Nouvelles orientations. Paris — London: BFI, CLEMI, UNESCO, 120 p.
- Bevort, E. & De Smedt, T. (1997) Peut-on evaluer l'education aux medias? La revue Educations.1997. N 14, p. 50-54.
- Bevort, E. & Smedt, T. (1997). Une research en vue d'envaluer les effets de l'education aux medias. Les jeunes et les medias demain. Paris: UNESCO-GRREM.
- Bevort, E., Breda, I. (2001) Les jeunes et Internet. Paris: CLEMI, 160 p.
- Bevort, E., Cardy H., De Smedt, T., Garcin-Marrou, I. (1999) Evaluation des pratiques en education aux medias, leurs effects sur les enseignants et leurs eleves. Paris: CLEMI, 152 p.
- Savino-Blind, J., Bevort, E., Fremont, P., Menu, B. (2008). Eduquer aux medias ca s'apprend! Paris: SNDP-CLEMI, 152 p.
- Vitor Tomé, Evelyne Bévort, Vítor Reia-Baptista. Research on Social Media: a glocal view
- Бевор, Э. Юные, медиа и медиаобразование // Средства коммуникации и проблемы развития личности ребенка / Ред. А. В. Шариков. М.: ЮНПРЕСС, 1994. С. 29-35.